# 파키스탄 정보부

파키스탄 삼군통합정보부 (-三軍統合情報部, 영어: Inter-Services Intelligence)는 파키스탄의 정보기관으로 중앙정부의 핵심 기관이다. 수도 이슬라바마드에 본부를 두었다.

## 창설
1948년 파키스탄 건국 직후 카슈미르 지역과 현재 방글라데시로 독립한 파키스탄 동부의 정보 수집을 위해 창설하였다. 이스라엘의 정보부 모사드와 친말한 관계를 이루고 있다.